# Amtshandlung
Eine Amtshandlung ist eine Handlung in Ausübung eines öffentlichen Amtes.

## Verwaltungsrecht
Der Begriff der kostenpflichtigen Amtshandlung war in Deutschland im Verwaltungskostengesetz des Bundes legaldefiniert als „eine besondere Inanspruchnahme oder Leistung der öffentlichen Verwaltung“ (§ 1 Abs. 1 VwKostG). Mit Wirkung zum 15. August 2013 wurde der Begriff im Bundesgebührengesetz (BGebG) durch die individuell zurechenbare öffentliche Leistung ersetzt. Dies sind insbesondere Handlungen, die im Rahmen einer öffentlich-rechtlichen Verwaltungstätigkeit erbracht werden, soweit ihnen Außenwirkung zukommt (§ 3 Abs. 1 Nr. 4 BGebG). 
Darunter fallen Handlungen im Zusammenhang mit einem Verwaltungsverfahren wie der Erlass von Verwaltungsakten, etwa die Erteilung einer Genehmigung, die Entscheidung über einen Widerspruch oder eine polizeiliche Maßnahme zur Festnahme von Störern (§ 164 StPO). 
Amtshandlungen gegenüber dem Bürger sind – im Gegensatz zum allgemeinen Verwaltungshandeln wie dem innerdienstlichen Zusammenwirken im Rahmen der Amtshilfe oder dem Abschluss eines öffentlich-rechtlichen Vertrags – häufig gebührenpflichtig,  etwa Handlungen der Zollbehörden. Relevant ist der Begriff auch im Staatshaftungsrecht, das bei pflichtwidrigen Amtshandlungen einen Schadensersatzanspruch des Geschädigten begründet (Art. 34 GG, § 839 BGB).
Beamte sind gemäß § 65 Abs. 1 BBG von Amtshandlungen wegen der Gefahr der Interessenkollision zu befreien, die sich gegen sie selbst oder Angehörige richten würden.

## Kirchenrecht
Im Kirchenrecht bezeichnet man als Amtshandlungen auch die Kasualien (etwa Taufe und Trauung). Dafür anfallende Gebühren heißen Stolgebühren.